# Nikolái Gorbunov
Nikolái Petróvich Gorbunov (ruso: Николай Петрович Горбунов) (Krásnoye Seló, Gobernatura general de San Petersburgo, Imperio Ruso, 21 de junio de 1892 – Moscú, Unión Soviética, 7 de septiembre de 1938) fue un político comunista ruso, secretario personal de Vladímir Lenin y de los gobiernos de la RSFS de Rusia y de la Unión Soviética.

## Biografía
Nacido en Krásnoye Seló, en el área metropolitana de San Petersburgo, sus padres eran Piotr Mijaílovich Gorbunov y Sofía Vasílievna Gorbunova. Piotr Mijáilovich era un honorable ciudadano que trabajaba como ingeniero y más tarde como director de una fábrica de papel en las cercanías de San Petersburgo. Sofía Vasílievna descendía de la familia Pechatkin y era copropietaria de la fábrica de la que su marido era director. Los padres de Gorbunov poseían un buen número de casas de tamaño medio. En 1911 compraron una finca de unos 6.7 km² en Yamburgo. Piotr Mijaílovich era un liberal que fundó una escuela para los hijos de los obreros en su fábrica. El hermano de Nikolái fue el naturalista Grigori Petróvich Gorbunov.
Gorbunov fue nombrado secretario del primer Consejo de Comisarios del Pueblo de la República Socialista Federativa Soviética de Rusia, elegido el 8 de noviembre de 1917 tras el triunfo de la Revolución de Octubre. Ejerció este cargo hasta la formación de la Unión Soviética en 1922, cuando continuó como secretario del Consejo de Comisarios del Pueblo de la URSS hasta el 29 de diciembre de 1930.
Escribió sobre el periodo inmediatamente posterior a la toma bolchevique del poder:
«A pesar de los decretos del Gobierno y de sus demandas de que la financiación tenía que estar disponible, el Banco Estatal estaba descaradamente saboteado. El comisario del pueblo de Finanzas, Menzhinski, no podía hacer nada para poner los fondos del banco que eran necesarios para la Revolución a disposición del Gobierno. Ni siquiera ayudó el arresto de Shípov, el director del Banco Estatal. Shípov fue llevado al Instituto Smolny (sede del Gobierno) y recluido allí durante un tiempo bajo arresto. Dormía en la misma habitación con Menzhinski y yo. Durante el día, esta habitación era usada como oficina (de la Comisaría de Finanzas, creo). Fui obligado, como gesto de especial cortesía y para mi gran molestia, a dejarle que tuviese mi cama mientras yo dormía sobre las sillas.»
En 1937, Gorbunov era director ejecutivo de la Academia Rusa de Ciencias.
En 1938, fue acusado de espionaje, condenado a muerte y ejecutado en el edificio del Colegio Militar de la Corte Suprema de la URSS, en el marco de la Gran Purga de Stalin. Fue rehabilitado en 1954. 